# Eleutherodactylus abbotti
Eleutherodactylus abbotti es una especie de anfibio de la familia Eleutherodactylidae.
Se encuentra en los siguientes países: República Dominicana y Haití.
Su hábitat natural son los bosques húmedos subtropicales o tropicales a baja altitud, montañas húmedas subtropicales o tropicales, pastizales, plantaciones, jardines rurales, zonas urbanas y boscosas que fueron muy degradadas.